# Geistliche Versammlung der Muslime Russlands
Die Geistliche Versammlung der Muslime Russlands (russisch Духовное собрание мусульман России Duchownoje sobranije mussulman Rossii; wiss. Duchovnoe sobranie musul’man Rossii; Abk. ДСМ РФ / DSM RF; engl. "Spiritual Assembly of Muslims of Russia") ist ein neuer Zusammenschluss von Muftiaten in der Russischen Föderation. Den Vorsitz führt Mufti Albir Krganow.

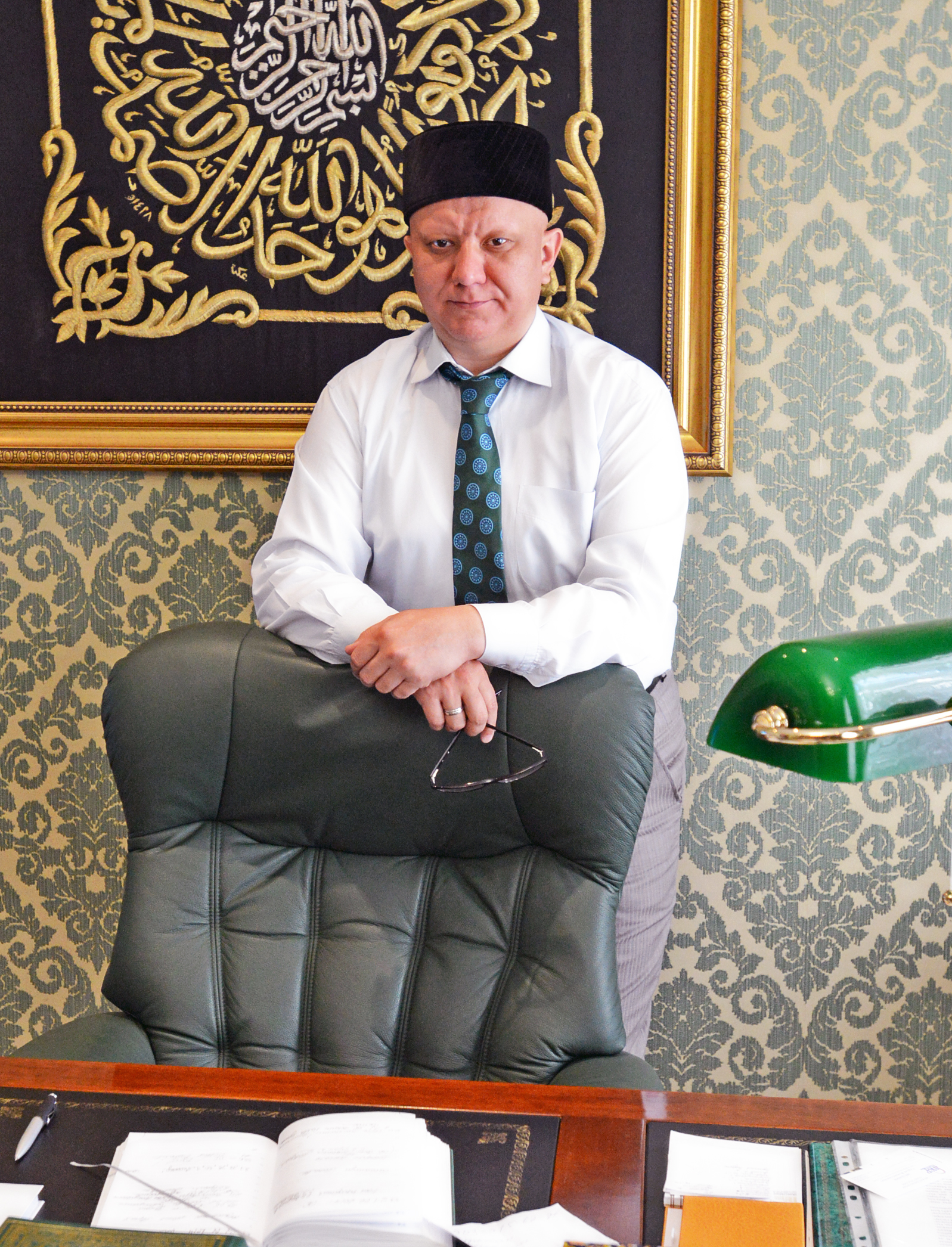
Albir Krganow, Mufti der Geistlichen Versammlung der Muslime Russlands (DUM RF)

Am 30. November 2016 fand im President-Hotel im Zentrum von Moskau ein erstes Treffen der neuen zentralen muslimischen Organisation statt, die über zehn regionale Geistliche Verwaltungen vereint. Zu diesen zählen nach Krganow (in einem Interview mit RIA Novosti vom 1. Dezember 2016) das Muftiat von Omsk, Muftiat Sibirien, Kemerowo, Autonomer Kreis der Chanten und Mansen, Tschuwaschien und einige aus der Wolgaregion.
Albir Krganow schätzt die Zahl der Gemeinden unter der neuen Dachorganisation auf etwa dreihundert. Einigkeit herrsche Krganow zufolge darüber, dass die Geistliche Verwaltung der Muslime Dagestans unter  dem Dachverband des Koordinierungszentrum der Muslime des Nordkaukasus dieses nicht verlässt, sondern eine Partnerorganisation des neuen Muftiats sei. Die Teilnehmer wählten Mufti Albir Krganow – den Vorsitzenden der Geistlichen Verwaltung der Muslime von Moskau und der Zentralregion ("Moskauer Muftiat") und Vorsitzenden der  Geistlichen Verwaltung der Muslime der Republik Tschuwaschien – zu ihrem Vorsitzenden.
Krganow zufolge sind die juristischen Hürden bereits alle genommen. Er forderte, mit den bestehenden zentralen muslimischen religiösen Organisationen zu kooperieren und bezeichnete die neue Organisation als "offen für alle" und als eine "Diskussionsplattform" für die russischen Muslime.
Die Bezeichnung Geistliche Versammlung der Muslime Russlands erinnert an die erste Geistliche Versammlung der Muslime in Russland, die vorrevolutionäre Orenburger Mohammedanische Geistliche Versammlung, in deren Nachfolge sich die Organisation betrachtet.
Bei der ersten Sitzung wurden Delegationen aus Syrien, Marokko, Usbekistan und anderen Ländern vorgestellt.